# Bombus terricola
Bombus terricola (saknar svenskt namn) är en insekt i överfamiljen bin (Apoidea) och släktet humlor (Bombus) som lever i östra Nordamerika. 

## Beskrivning
Drottning och arbetare hos Bombus terricola liknar varandra, men arbetarna är mindre och hårigare. Det runda huvudet är svart, medan främre delen av mellankroppen är gul, liksom andra och tredje mellankroppssegmentet (räknat framifrån). Resten av kroppen är svart, med undantag av kanten på femte tergiten, som är gulbrun. Hanen har gul päls framtill på huvudet, och även, blandat med svart, upptill. Även främre delen av mellankroppen samt tergiterna 2 och 3 är gula. Resten av kroppen är svart, även om den kan ha en del ljusa hår på tergiterna 5 och 6. Drottningen är mellan 17 och 19 mm lång, arbetarna 9 till 14 mm och hanarna 13 till 17 mm. Arten är korttungad. 

## Ekologi
Arten förekommer i flera habitat, bland annat skog, jordbruksmark, ängar och andra gräsmarker, våtmarker samt samhällen. Humlan hämtar föda från ett stort antal blommande växter som bland andra astersläktet, videsläktet, rosor (inklusive äpple), hallonsläktet, blåbärssläktet (inklusive tranbär), tryar, gullrissläktet, vickrar, rododendronsläktet och timotejer Äldre rapporter anger även temyntor. Även ekonomiskt betydelsefulla arter som potatis och blålusern besöks. På grund av sin korta tunga förekommer det att humlan biter hål i nektargömman på djupa blommor och tar nektarn därifrån. Boet förläggs vanligen underjordiskt.
Den unga drottningen övervintrar i murkna stockar eller lös jord. Hanarna är patrullerare, de flyger runt i en bana i terrängen där de avsätter könsferomoner på olika, upprätta föremål, för att annonsera för parningsvilliga ungdrottningar om sin närvaro.
Arten kan parasiteras av jordsnylthumla, och troligen också av Bombus suckleyi och Bombus insularis, som övertar boet, dödar eller undertrycker drottningen, och låter arbetarna föda upp sin egen avkomma.

## Utbredning
Bombus terricola var tidigare vitt utbredd i södra Kanada och norra USA öster om Klippiga bergen från östra delarna av Alberta och Montana till atlantkusten och söderut längs Appalacherna ner till North Carolina. Efter sekelskiftet har den emellertid minskat drastiskt, och har endast setts i Wisconsin (2007) och ett enstaka tillfälle i Pennsylvania (2006). Man misstänker att den likt en del andra nordamerikanska humlearter kan ha smittats med den mikroskopiska svampen Nosema bombi från kommersiellt inporterade humlor.